# Chlorophytum colubrinum
Chlorophytum colubrinum là một loài thực vật có hoa trong họ Măng tây. Loài này được (Baker) Engl. mô tả khoa học đầu tiên năm 1892.